# DIN 69909
Die DIN 69909 beschreibt Multiprojektmanagement. Sie behandelt das Management von Projektportfolios, Programmen und Projekten und beschreibt die zugehörigen Begriffe und Prozesse.

## Inhalte
Die Norm ist vierteilig.
Im ersten Teil (DIN 69909-01) werden die wichtigsten Begriffe des Multiprojektmanagements erläutert und die Ziele, der Modellcharakter und die Eigenschaften des Multiprojektmanagements sowie die Erwartungen daran beschrieben.
Im zweiten Teil (DIN 69909-02) geht es um die Prozesse des Multiprojektmanagements, den Aufbau des Prozessmodells und die Wechselwirkungen mit den Prozessen, wie sie in der DIN 69901-02 beschrieben sind.
Im dritten Teil (DIN 69909-03) werden die Methoden des Multiprojektmanagements behandelt. Unter anderem sind definiert: Abhängigkeiten zwischen Projekten analysieren, Nutzenmanagement, Synergien im Multiprojektmanagement managen, Risikomanagement und Ressourcenmanagement.
Im vierten Teil (DIN 69909-04) werden die Rollen im Multiprojektmanagement sowie ein Rollenmodell definiert. Unter anderem sind Definitionen für Gremien im Multiprojektmanagement, die Rolle Sponsor, die Rolle Experte, die Rolle Realisierungsverantwortlicher und (MPM-)Prozessverantwortlicher zu finden. Darüber hinaus gibt es eine systematisierte Darstellung der Rollen in Aufgaben, Kompetenzen und Verantwortung (AKV).